# ランス・トーマス
ランス・トーマス（Lance Thomas、1988年4月24日 - ）は、アメリカ合衆国・ニューヨーク市ブルックリン区出身のプロバスケットボール選手。ポジションはスモールフォワード。

## 来歴
ニュージャージー州の高校を卒業後、名門デューク大学に進学し4年間在籍。最終学年の2009-10シーズンにはNCAAトーナメントで優勝を経験するなど、エリートコースを歩んできたトーマスだったが、2010年のNBAドラフトでは指名漏れとなり、同年秋のDリーグドラフトでサンアントニオ・スパーズ傘下のオースティン・トロスに指名され、NBA入りを目指すことになる。そして2011年12月にニューオーリンズ・ホーネッツと契約し、念願のNBA入り。年が明けて解雇され、オースティン・トロスに復帰したが、直ぐに10日間契約でホーネッツに呼び戻され、以降は控え選手としてプレーしていたが、2013-14シーズン開幕直後に解雇され、残りシーズンは中国プロバスケットボールリーグで過ごした。
2014-15シーズンはオクラホマシティ・サンダーに所属していたものの、2015年1月5日にクリーブランド・キャバリアーズも絡んだ三角トレードでニューヨーク・ニックスに放出され、7日に解雇されたものの、数日後に同じ型で解雇されていたルー・アマンドソンと共に10日間契約でニックスと再契約。その後シーズン終了までの契約を結んだトーマスは、カーメロ・アンソニーが左膝の手術のためにNBAオールスターゲーム以降全休した関係で先発出場の機会を与えられ、苦しいチーム状況の中奮闘。シーズン終了後の7月10日にニックスと1年契約を結んだ。
2016年7月4日、ニックスと4年2730万ドルで再契約した。

## その他
- デューク大学時代のチームメイトで現在NBAでプレーしている選手に、マイルズ・プラムリー、メイソン・プラムリー、カイル・シングラー、ライアン・ケリーなどがいる。